# Liste der Ehrenbürger von Mühlhausen/Thüringen

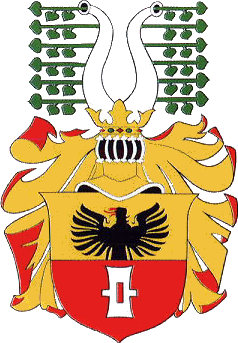
Wappen von Mühlhausen/Thüringen

Die Ehrenbürgerwürde ist die höchste Auszeichnung, die die Stadt Mühlhausen/Thüringen vergibt. Laut Ehrenordnung der Stadt Mühlhausen aus dem Jahr 2006 verleiht sie der Oberbürgermeister auf Beschluss des Stadtrats an lebende natürliche Persönlichkeiten, „die sich in besonderem Maße um die Stadt Mühlhausen und das Wohl ihrer Einwohner verdient gemacht haben“. Vorschlagsberechtigt sind der Oberbürgermeister und die Fraktionen des Stadtrats. Die so Geehrten tragen sich ins Goldene Buch der Stadt Mühlhausen ein. Materielle Vergünstigungen bringt die Ehrenbürgerwürde nicht mit sich; Ehrenbürger werden lediglich zu ihrem 75., 80., 90. und 100. Geburtstag vom Oberbürgermeister zu einem Empfang ins Rathaus eingeladen. „[W]egen unwürdigen Verhaltens des Geehrten“ kann die Ernennung zum Ehrenbürger widerrufen werden. Die Ehrenbürgerschaft erlischt spätestens mit dem Tod des Geehrten.
Folgenden Persönlichkeiten wurde seit dem Ende der DDR die Ehrenbürgerwürde der Stadt verliehen:
Die Auflistung erfolgt in chronologischer Reihenfolge der Verleihung.

## Die Ehrenbürger der Stadt Mühlhausen/Thüringen seit 1990
1. Rolf Aulepp († 8. Februar 2008)
für seine großen Verdienste um die Stadt, die Bewahrung der historischen Bausubstanz und Aufarbeitung ihrer Geschichte
Verleihung: 20. Juni 1991
2. Georg Möller († 10. Oktober 1997)
in Würdigung seiner Verdienste als Sprachwissenschaftler und Pädagoge.
Verleihung: 23. März 1997
3. Eberhard Ladwig († 26. August 2006)
in Würdigung seiner großen Verdienste als Wissenschaftler, um die Popularisierung botanischer Kenntnisse und um den Naturschutz
Verleihung: 13. März 2002
4. Heinz Schneider († 20. August 2007)
in Würdigung seiner großen Verdienste um den Sport in Mühlhausen, insbesondere als bislang erfolgreichster Sportler der Stadt und seines jahrzehntelangen Engagements für den Tischtennissport
Verleihung: 12. Oktober 2002
5. Günter Würfel († 8. August 2010)
in Würdigung seiner Verdienste um die Stadt Mühlhausen, insbesondere um die Aufrechterhaltung und Pflege der Mühlhäuser Traditionen und des Brauchtums
Verleihung: 17. Januar 2004
6. Klaus Meier
in Würdigung seiner Verdienste um die Städtefreundschaft Münster – Mühlhausen
Verleihung: 28. April 2006
7. Brigitte Pietsch
in Würdigung ihrer Verdienste als Initiatorin der lokalen revolutionären Veränderungen im Herbst 1989
Verleihung: 19. Oktober 2009
8. Siegfried Pietsch
in Würdigung seiner Verdienste als Initiator der lokalen revolutionären Veränderungen im Herbst 1989
Verleihung: 19. Oktober 2009
9. Falk Walther
in Würdigung seiner Verdienste als Initiator der lokalen revolutionären Veränderungen im Herbst 1989
Verleihung: 19. Oktober 2009
10. Matthias Fischer 
in Würdigung seiner Verdienste als Initiator der lokalen revolutionären Veränderungen im Herbst 1989
Verleihung: 19. Oktober 2009
11. Hans-Dieter Dörbaum 
Würdigung aufgrund seiner Verdienste während seiner Amtszeit als Bürgermeister und Oberbürgermeister der Stadt Mühlhausen
Verleihung: 27. Juni 2015
12. Andreas Lesser 
In Anerkennung seiner vielfältigen Förderung der Stadtgeschichtsforschung und der Stadtentwicklung in Mühlhausen, sowohl als Privatperson als auch als Stifter der Friedrich-Christian-Lesser-Stiftung.
Verleihung: 12. November 2022

## Ehemalige Ehrenbürger der Stadt Mühlhausen/Thüringen vor 1990
- von 1917 bis 1934: Paul von Hindenburg (1847–1934), Generalfeldmarschall[3]